# Гончары (Владимирская область)
Гончары — деревня в Гороховецком районе Владимирской области России, входит в состав Фоминского сельского поселения.

## География
Деревня расположена в 11 км на северо-восток от центра поселения села Фоминки и в 39 км на юго-запад от Гороховца.

## История
По переписным книгам 1678 года деревня входила в состав Кожинского прихода и значилась за Афанасием Оболдуевым.
В XIX — первой четверти XX века деревня входила в состав Кожинской волости Гороховецкого уезда, с 1926 года — в составе Гороховецкой волости Вязниковского уезда. В 1859 году в деревне числилось 30 дворов, в 1905 году — 97 дворов, в 1926 году — 101 дворов.
С 1929 года деревня являлась центром Гончарского сельсовета Фоминского района Горьковского края, с 1940 года — в составе Просьевского сельсовета, с 1944 года — в составе Владимирской области, с 1959 года — в составе Фоминского сельсовета Гороховецкого района, с 1965 года — в составе Гришинского сельсовета, с 2005 года — в составе Фоминского сельского поселения.

## Население
| 1859 | 1905 | 1926 | 2002 | 2010 | 2021 |
| ---- | ---- | ---- | ---- | ---- | ---- |
| 293  | ↗418 | ↘375 | ↘16  | ↘3   | ↗10  |